# Sokotra

Sokotra war bis Dezember 2013 Teil des Gouvernements Hadramaut

Sokotra (auch Socotra oder Sukutra, arabisch سقطرى Suqutrā, DMG Suquṭrā; Bezeichnungen der Insel in der Antike: altgr. Dioskouridou, lat. Dioscoridus) ist eine Inselgruppe im nordwestlichen Indischen Ozean, die offiziell zur Republik Jemen gehört. De facto wird sie seit der Intervention der Vereinigten Arabischen Emirate in Sokotra im April 2018 militärisch und politisch von den Vereinigten Arabischen Emiraten beherrscht.

## Geographie und Verwaltung
Der Archipel liegt am Ostausgang des Golfs von Aden zwischen 95,8 und 233 km vom Horn von Afrika entfernt und 352 km südlich der Arabischen Halbinsel. Zur Inselgruppe gehören die Hauptinsel Sokotra, die 3625 km² groß ist und 42.442 Einwohner hat (Stand Volkszählung 2004), und die sich nur etwas weiter westlich anschließenden kleinen Inseln Abd al-Kuri (133 km², ca. 300 Einwohner), Samha (40 km², 100 Einwohner) und Darsa (16 km², unbewohnt), sowie die unbewohnten und maximal 80 bis 85 Meter hohen Felsklippen Ka’l Fir’awn (9 ha, nördlich von Abd al-Kuri) und Sābūnīyah (5 ha, westlich von Sokotra). Die Westspitze der Insel Abd al-Kuri liegt etwa 100 km östlich vom Kap Guardafui (die Nordostspitze des Horns von Afrika). Der Hauptort Hadibu (auch Tamrida oder Hadiboh genannt), der auf der Hauptinsel liegt, hat 8545 Einwohner.
2003 erklärte die UNESCO Sokotra zum ersten Biosphärenreservat in der Arabischen Region, seit dem 8. Juli 2008 sind die Inseln als Weltnaturerbe ausgezeichnet.
Die Inselgruppe besteht aus zwei Distrikten, die bis 2004 zum Gouvernement ʿAdan und danach bis Dezember 2013 zum Gouvernement Hadramaut gehörten, seither aber ein eigenes Gouvernement Sokotra bilden: Hadibu (Hidaybu) umfasst den östlichen Teil der Hauptinsel Sokotra und Qulensya Wa Abd Al Kuri den westlichen Teil der Hauptinsel und die übrigen Inseln.
Die Inselgruppe hat ein tropisches Wüstenklima und Halbwüstenklima (Effektive Klimaklassifikation nach Köppen: BWh und BSh).

## Geologie
Tektonisch gesehen befindet sich Sokotra zwischen der Arabischen und der Afrikanischen Platte. Die Inseln haben sich vermutlich vor über 20 Millionen Jahren vom Festland abgetrennt. Sie gehörten wie der Subkontinent Indien und Madagaskar einst zu dem Superkontinent Gondwana und sind somit nicht vulkanischen Ursprungs. Die gesamte Inselgruppe sitzt auf einem Schelfsockel, der in Verlängerung der nordsomalischen Gebirge auf der Somali-Halbinsel nach Ost-Nordost zieht und maximal 914 m, überwiegend aber weniger als 200 m Meerestiefe aufweist. Von der Arabischen Halbinsel ist der Archipel durch den bis zu 5029 m tiefen Golf von Aden getrennt.

## Flora und Fauna

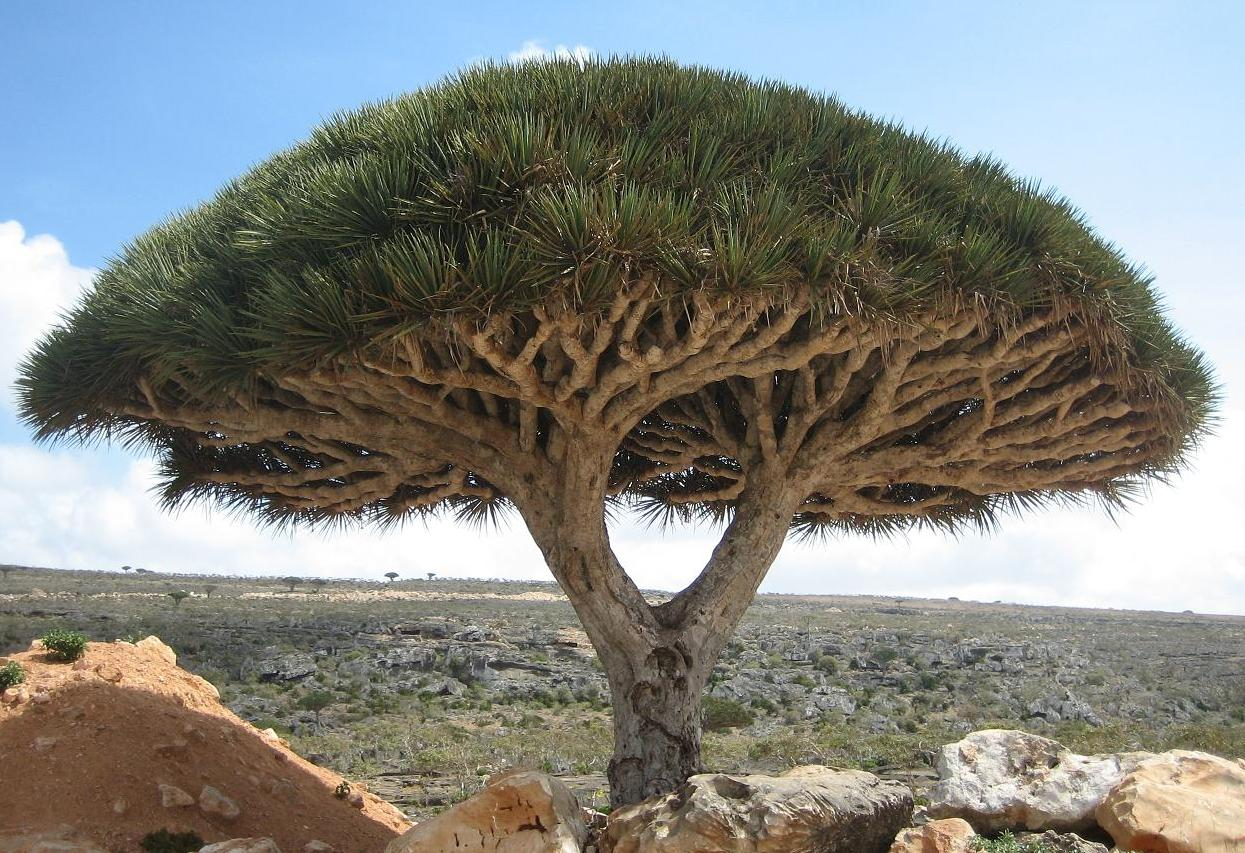
Drachenbaum

Sokotra wird auch das „Galapagos des Indischen Ozeans“ genannt. Durch die geographische Isolation entwickelten sich auf Sokotra zahlreiche endemische Arten, darunter sechs Vogelarten. Forschungen ergaben, dass mehr als ein Drittel der 800 Pflanzenarten der Inseln nur auf Sokotra vorkommen. Die Zahl endemischer Pflanzenarten pro Quadratkilometer ist hinter den Seychellen, Neukaledonien und Hawaii weltweit die viertgrößte auf einer Inselgruppe.
Endemische Pflanzenarten sind der sukkulente Baum Dorstenia gigas, Dendrosicyos socotranus, eines der wenigen baumförmigen Kürbisgewächse, und der seltene Sokotra-Granatapfel (Punica protopunica).
Manche Teile der Küste sind von Dünen umsäumt, die zu den größten Küstendünen der Erde gehören. Sokotra ist die Heimat der Drachenbaumart Dracaena cinnabari, eines Reliktes der Kreidezeit, dessen Baumharz – das Drachenblut – zur Herstellung von Naturheilmitteln und Weihrauch genutzt wird. Der Drachenbaum (auch: Drachenblutbaum) ist heute ein Symbol von Sokotra.
Die Inseln beherbergen eine reiche Avifauna. Endemische Arten sind der Sokotra-Star (Onychognathus frater), der Sokotranektarvogel (Nectarinia balfouri), der Sokotrasperling (Passer insularis), die Sokotra-Zwergohreule (Otus socotranus) sowie der Sokotragimpel (Rhynchostruthus socotranus). Die einheimischen Vögel werden häufig Beute eingeführter Katzen. Die Natternart Hemerophis socotrae ist ebenfalls auf Sokotra endemisch.
An den Küsten Sokotras leben 733 Fischarten aus 108 Familien, die meisten davon sind Korallenfische. Am artenreichsten vertreten sind die Lippfische (Labridae), gefolgt von den Grundeln (Gobiidae), den Riffbarschen (Pomacentridae), den Sägebarschen (Serranidae) und den Falterfischen (Chaetodontidae). Die häufigsten Arten sind der Riffbarsch Pomacentrus caeruleus und der Lippfisch Thalassoma lunare. Fast alle Fischarten an Sokotras Küsten sind im nordwestlichen Indischen Ozean und im westlichen Pazifik weit verbreitet und es gibt nur 4 oder 5 endemische, das heißt nur hier vorkommende Arten.

## Sprache
Auf der Inselgruppe Sokotra hat sich mit dem Soqotri bis heute eine semitische Sprache erhalten, die zur kleinen Gruppe der neusüdarabischen Sprachen gehört. Sie ist kaum erforscht und hat noch kein Zeichensystem.

## Geschichte

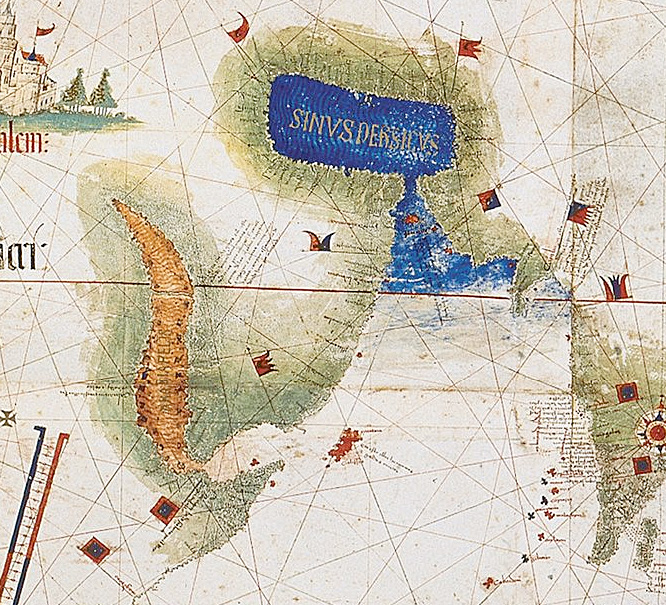
Detail der Cantino-Planisphäre: der Persische Golf, die Insel Sokotra (rot eingefärbt), das Rote Meer

Die Geschichte der Inselgruppe entspricht etwa der Historie der Reiche in Südarabien (siehe auch: Geschichte des Jemen).
1507 landete eine portugiesische Flotte unter Tristão da Cunha und Afonso de Albuquerque bei dem seinerzeitigen Hauptort Suq, um eine portugiesische Basis zu errichten, den arabischen Handel aus dem roten Meer zu behindern und die mutmaßlich freundlichen Christen vom so verstandenen islamischen Joch zu befreien. Sie bauten eine Festung, verließen die Insel jedoch vier Jahre später wieder.
Die Inselgruppe gehörte zum Sultanat Mahra und wurde 1834 von Großbritannien besetzt. Weil das British Empire den Golf von Aden als Zugang zum sich daran anschließenden Roten Meer beherrschen wollte, wurde Sokotra 1866 britisches Protektorat  und gehörte zum Aden Settlement (1839–1932). Mit der Eröffnung des Sueskanals 1867 wurde dieser strategisch wichtige Punkt noch bedeutender.
Der Oman, der 1891 ebenfalls britisches Protektorat geworden war, erhob wiederholt Ansprüche auf die Insel. Die Briten unterstützten diese Position gelegentlich, ohne Sokotra tatsächlich an den Oman zu übergeben. Stattdessen übergaben die Briten 1967 die von Südjemen beanspruchten Churiya-Muriya-Inseln an Oman.
Eine besondere Rolle spielte die Insel während des Kalten Krieges. Die seit 1967 unabhängige und mit dem Ostblock befreundete Demokratische Volksrepublik Jemen (Südjemen) erklärte die Insel aus strategischen Gründen zum militärischen Sperrgebiet. Kriegsschiffe der Sowjetunion führten im Mai 1980 auf Sokotra ein amphibisches Landemanöver durch, zwei Staffeln sowjetischer Suchoi-Bomber wurden dort stationiert.
Mit der Vereinigung Südjemens und Nordjemens fiel die Insel 1990 an die Republik Jemen. Seit 2013 bildet sie dort das eigene Gouvernement Sokotra.
Im Kontext des militärischen Konflikts im Jemen übernahmen im Frühsommer 2018 Truppen der Vereinigten Arabischen Emirate die Kontrolle über die Insel. Im Mai 2019 meldete die jemenitische Regierung, über 100 von den Emiraten unterstützte Separatisten seien auf der Insel gelandet. Der Außenminister der Vereinigten Arabischen Emirate bestritt dies.
Im Februar 2020 rebellierte ein in Sokotra stationiertes Regiment der jemenitischen Armee und sicherte dem von den VAE unterstützten separatistischen „Südlichen Übergangsrat“ in Sokotra seine Loyalität zu.

## Filme
- Sokotra. Schatzinsel in Gefahr. Reportage, Frankreich, Deutschland, 2009, 43 Min., Buch und Regie: Ines Possemeyer, Produktion: Medienkontor FFP, arte, Reihe: 360° – GEO Reportage, Erstsendung: 25. Juli 2009, youtube.com.
- Sokotra. Auf den Spuren der Evolution. Fernseh-Dokumentation, Deutschland, 2009, 15 Min., Buch und Regie: Ismeni Walter, Produktion: WDR, Film-Informationen mit online-Video.
- Socotra. Island of Djinns. Dokumentarfilm, Spanien, 2015, 60 Min., Buch und Regie: Jordi Esteva, Produktion: Siwa Productions.
- Socotra – Fotografische Expedition in eine fremde Welt, Dokumentarfilm, Deutschland, 2023, 100 Min., Buch und Regie: Nick Schmid, Produktion: Eckert Media, Nick Schmid Photography YouTube.com